# Улытауский поход (1582)
Улытауский поход (1582) (также «Улуг-Тагский поход») — военные действия Абдулла-хана в союзе с казахскими правителями Шигай-ханом и Тауекелем против Баба-султана

## Предыстория
В первые годы правления Хакк-Назар-хана казахско-узбекские отношения оставались напряжёнными. Ситуация изменилась в конце 1570-х годов, когда в государстве Шибанидов началась междоусобная борьба за власть. Несмотря на формальное главенство Искандер-хана, реальная власть принадлежала его сыну Абдуллах-хану, чьё правление не признал Баба-султан, захвативший Ташкент. В 1579 году Хакк-Назар-хан заключил с Абдуллах-ханом союз в районе Таласа, направленный против Баба-султана. Союз был взаимовыгодным: Хакк-Назар стремился ослабить связи Шибанидов с Чагатаидами, а Абдуллах-хан с поддержкой казахов разбил войска Баба-султана под Ташкентом.
Заключив перемирие с Абдуллах-ханом, Баба-султан не отказался от борьбы и попытался заручиться поддержкой казахов. Он признал за ними право на города Яссы и Сауран, после чего казахский султан Сарбан совершил поход на владения Абдуллах-хана вблизи Туркестана. Сражения не произошло, войско Сарбана захватило скот и вернулось обратно.
В апреле 1580 года Баба-султан направил к казахским султанам посла Джан-Кули-бия с предложением объединиться против Абдуллах-хана. Однако Хакк-Назар-хан, Жалым-султан и другие казахские правители организовали заговор с целью устранения как посла, так и самого Баба-султана. Заговор был раскрыт, убийца пощадил Джан-Кули-бия, и тот успел предупредить Баба-султана. Вскоре Жалим-султан с сыновьями и приближёнными прибыл на встречу с Баба-султаном, которая состоялась на берегу реки Шарабхана. В момент, когда они уже собирались выдвигаться вместе к Хакк-Назар-хану, Баба-султан отдал приказ о внезапном нападении. Джалим-султан и четверо юношей, сопровождавших его, были убиты. После смерти Хакк-Назар-хана власть в Казахском ханстве перешла к султану Шигаю, сыну Жадик-султана. Будучи в преклонном возрасте, Шигай-хан опирался на поддержку Абдуллах-хана и фактически находился в зависимости от него.

## Поход на Баба-султана
В начале 1582 года Абдуллах-хан вновь организовал поход на Улуг-Таг против Баба-султана и его приверженцев. На этот раз кампания завершилась успешно. В походе также участвовал Шигай-хан, для которого это выступление стало последним. 
Противостояние между Абдуллах-ханом и непокорным Баба-султаном проходило при активном участии казахских феодалов. Летом 1581 года Баба-султан был вытеснен из Ташкента, однако сумел захватить ряд важных туркестанских крепостей — Аркук, Ясы (Туркестан), Сайрам и Сузак — и разместил в них своих сторонников. В начале следующего года начались военные действия против этих укреплений. В осаде участвовали войска Шигай-хана и Тауекеля. После потери ключевых опорных пунктов Баба-султан бежал в степь. Преследование продолжилось вглубь Дешт-и-Кипчака — вплоть до районов Сарысу и Улутау.
После захвата Туркестана и Ташкента Абдуллах-хан направил свои силы к Саурану — хорошо укреплённой крепости с глубоким рвом, оказавшей упорное сопротивление, несмотря на применение осадных машин, подкопов и нехватку продовольствия. Для усиления натиска было снято войско, осаждавшее Сузак. Одновременно была начата осада Сайрама, где Абдуллах-хан рассчитывал пополнить запасы продовольствия. Несмотря на напряжённые отношения с местным правителем, зерно было получено в достаточном количестве.

## Наступление Тауекеля
Баба-султан после бегства к ногаям попытался организовать заговор с целью убить местных мурз и захватить их земли, но его замысел был раскрыт. Он направился в Туркестан, чтобы возобновить борьбу за Ташкент. Ранее Тауекель захватил в плен его брата — Тахир-султана, которого долгое время не могли поймать сторонники Абдуллах-хана. После возвращения Баба-султана в Туркестан, Тауекель быстро собрал войска, разбил его и отправил его голову Абдуллаху. Сын Баба-султана — Латиф-султан и несколько эмиров попали в плен.

## Результаты похода
В знак благодарности за убийство Баба-султана Абдулла-хан пожаловал Тауекелю Африкентский вилайет. Вскоре после этого Тауекель принял участие в летнем походе Абдулла-хана на Андижан и Фергану. Тауекель, возвращаясь из похода, заподозрил Абдуллах-хана в недоброжелательности и ушёл в Дешт-и-Кипчак. Причины разрыва источники не объясняют, но, Тауекель опасался за свою безопасность. Ранее он помогал Абдуллаху устранять конкурентов, однако сам был джучидом и мог претендовать на власть в регионе. Недовольство также вызвало невыполнение обещания о передаче казахам четырёх городов в Туркестане. В 1586 году Тауекель начал борьбу за присырдарьинские города и предпринял попытку захватить Ташкент.